# Edward Puttick
Sir Edward Puttick KCB, novozelandski general, * 26. junij 1890, † 25. julij 1976.

## Življenjepis
Rojen je bil v družini angleško-irskih priseljencev. 
Leta 1906 se je pridržil inženirskemu delu Oddelka za ceste (poznejšemu Oddelku za javna dela) kot risar. Ob ustanovitvi Teritorialne sile se je takoj pridružil in 1. maja 1911 je postal drugi poročnik v 15. pehotnemu polku. Naslednje leto je bil premeščen v 5. pehotni polk; 28. januarja 1914 je bil povišan v stotnika.
Po izbruhu prve svetovne vojne je postal član Novozelandske ekspedicijske sile (New Zealand Expeditionary Force; NZEF) na Samoi, kjer je bil med avgustom 1914 in aprilom 1915. Nato je bil premeščen h glavnini NZEF v Egipt, kjer je januarja 1916 postal poveljnik čete 1. bataljona Novozelandske strelske brigade (New Zealand Rifle Brigade). Aprila istega leta je bil v sestavi Novozelandske divizije (New Zealand Division) premeščen k Britanski ekspedicijski sili (British Expeditionary Force; BEF) na zahodno (evropsko) fronto. Sprva je bil štabni častnik v 2. novozelandski pehotni brigadi, nato pa je julija istega leta postal major in namestnik poveljnika 4. bataljona Novozelanske strelske brigade; med bitkami med junijem in avgustom 1917 je dvakrat postal začasni poveljnik bataljona. 12. oktobra 1917 je bil povišan v podpolkovnika in postal poveljnik 3. bataljona Novozelandske strelske brigade. 27. marca 1918 je bil ranjen in poslan na zdravljenje v Anglijo; po koncu je postal poveljnik zaledja Novozelandske strelske brigade v Broctonu (Staffordshire).
19. decembra 1918 se je vrnil na Novo Zelandijo, kjer je bil 13. marca 1919 demobiliziran, postavljen v rezervno sestavo in se vrnil na delo v Oddelku za javna dela. Kmalu pa je že zaprosil za reaktivacijo v redno sestavo, a so ga prvič zavrnili. Avgusta 1919 pa so ga dodelili Novozelandski kopenski vojski in 1. oktobra je bil kot major dodeljen Novozelandskemu štabnemu korpusu. Leta 1920 je bil poveljnik majhne ekspedicijske sile na Fidži, ki je pomagala kolonialni vladi pri zatiranju stavke indijskih javnih delavcev. Nato je bil pomočnik glavnega oskrbovalnega generala (1924-29), glavni štabni častnik 1. polkovnega okrožja v Aucklandu (oktober 1929 - januar 1933), bil 1. oktobra 1933 povišan v stalnega podpolkovnika, bil glavni oskrbovalni general (1934-36) in bil leta 1937 povišan v polkovnika. Nato je bil poslan kot novozelandski štabni častnik v vojno pisarno in nato nadaljeval šolanje na Imperialnem obrambnem kolidžu. Med imperialno konferenco leta 1937 je bil vojaški svetovalec novozelandske delegacije in bil eden od treh novozelandskih predstavnikov na kronanju Jurija VI. Britanskega. Leta 1938 se je vrnil na Novo Zelandijo, kjer je postal sprva adjutant generalnega oskrbovalnega častnika in nato generalni oskrbovalni častnik; na tem položaju se je med drugim tudi moral soočiti s t. i. uporom štirih polkovnikov, ko so štirje brigadni poveljniki Teritorialne sile napisali manifest o slabem stanju obrambnih sil. Leta 1939 je postal poveljnik Centralnega vojaškega okrožja, kjer je pričel izvajati priprave na drugo svetovno vojno.
Januarja 1940 je s prvim ešalonom Druge novozelandske ekspedicijske sile (Second New Zealand Expeditionary Force; 2NZEF) odplul proti Egiptu; v tem času je bil že brigadir in poveljnik 4. pehotne brigade. Medtem ko je bil Bernard Freyberg v Veliki Britaniji, je bil Puttrick poveljnik celotne 2NZEF. S 2NZEF se je boril v Grčiji in na Kreti; tu je bil med 29. aprilom in 27. majem 1941 poveljnik 2. novozelandske divizije. Med nemškim desantom na Kreto je po mnenju vojaških zgodovinarjev storil svojo največjo taktično napako v karieri, ko 
ni zagotovil, da bi 5. novozelandska brigada (pod poveljstvom brigadirja Jamesa Hargesta) izvedla protinapad na nemške napadalce, s čimer bi odločilno podprl zavezniške branilce okoli letališča Maleme. 1. avgusta 1941 je na predlog novozelandskega predsednika vlade postal načelnik Generalštaba Novozelandskih vojaških sil in poveljnik Novozelandskih sil (Chief General Staff, New Zealand Military Forces Headquarters and General Officer Commanding, New Zealand Forces). Aprila 1942 je postal prvi Novozelandec (ki je bil rojen na Novi Zelandiji), ki je bil povišan v čin generalporočnika. Na tem položaju je odločilno prispeval k ukrepom glede morebitne japonske invazije. Upokojil se je konec leta 1945. 8. junija 1946 pa je kljub upokojitvi poveljeval novozelandskemu kontingentu na Parado zmage v Londonu. Po upokojitvi se je ukvarjal tudi z vojaško zgodovino; tako je napisal uradno zgodovino 25. novozelandskega bataljona.